# Ruunasaari (ö i Södra Savolax, Nyslott, lat 62,18, long 29,30)
Ruunasaari är en ö i Finland. Den ligger i sjön Orivesi och i kommunen Nyslott i  landskapet Södra Savolax, i den sydöstra delen av landet, 300 km nordost om huvudstaden Helsingfors. Öns area är 1,1 hektar och dess största längd är 200 meter i öst-västlig riktning.